# Anthapura, Gubbi
Anthapura là một làng thuộc tehsil Gubbi, huyện Tumkur, bang Karnataka, Ấn Độ.